# 나는 증인이다
《나는 증인이다》(我是证人, The witness)는 중국, 대한민국에서 제작된 안상훈 감독의 2015년 미스터리, 스릴러 영화이다. 양미 등이 주연으로 출연하였고 윤창업 등이 제작에 참여하였다. 이 영화는 동일 감독에 의해 2011년 대한민국 영화 블라인드로 리메이크되었다. 중국에서 2015년 10월 30일 개봉하였다.

## 출연

### 주연
- 양미
- 루한
- 주아문

### 조연
- 왕징춘
- 류예린

## 기타
- 원작자: 최민석
- 원작자: 윤창업
- 원작자: 안상훈
- 제작총괄: 윤영호
- 프로듀서: 노재훈
- 프로듀서: 신아름
- 제작부장: 이정민
- 제작회계: 노가남
- 제작투자: 윤창업
- 제작투자: 치지
- 공동제작: 치지
- 라인프로듀서: 장유정
- 조명: 김명관
- 조연출: 강민우
- 스크립터: 김상선
- 믹싱: 공태원
- 미술: 김성규
- 시각효과: 조이석
- 시각효과: 안솔
- -무술팀: 김경애
- -무술팀: 윤민규
- -무술팀: 장한별
- -무술팀: 권귀덕
- -무술팀: 임경욱
- -무술팀: 노남석
- -무술팀: 김성종
- -무술팀: 송원종
- -무술팀: 권지훈
- -무술감독: 권승구
- 분장: 계선미
- 분장팀: 이희경
- 분장팀: 이송옥
- 헤어: 양시영
- 의상: 김시진
- 현장편집: 김선민
- 연출팀: 김찬동
- 스토리보드: 장강희
- 촬영팀A: 윤병선
- 촬영팀A: 장영석
- 촬영팀B: 김연주
- 촬영팀B: 최은진
- 조명팀: 이재건
- 조명팀: 김정구
- 조명팀: 박서아
- 조명팀: 김백표
- 의상팀: 최은정
- 의상팀: 신서영
- 의상팀: 김은솔
- 데이터관리: 조희대
- 데이터관리: 송슬이
- 데이터관리: 최지원
- 데이터관리: 김자남
- 동물조련: 김경열
- 동물조련: 황문선
- 동물조련: 윤상현
- 편집팀: 함현경
- 편집팀: 장래원
- 음악부문: 김민태
- DI: 세방SDL
- 배급총괄: 윤창업
- 배급책임: 양미숙
- 배급진행책임: 신아름
- 마케팅진행: 신아름
- 디자인진행: 신아름